# Río Dart / Te Awa Whakatipu
El río Dart (oficialmente río Dart / Te Awa Whakatipu en maorí: Te Awa Whakatipu) fluye por una zona boscosa y escarpada del suroeste de la isla Sur de Nueva Zelanda. Situado en parte en el Parque Nacional de Mount Aspiring, fluye hacia el suroeste y luego hacia el sur a lo largo de 60 kilómetros desde su nacimiento en los Alpes del Sur y el glaciar Dart, para desembocar finalmente en el extremo norte del lago Wakatipu, cerca de Glenorchy.
La región cuenta con numerosas rutas de senderismo. La ruta Rees-Dart Track es un bucle de cinco días que combina el valle de Te Awa Whakatipu con el cercano río Rees, por el que navegan lanchas motoras.

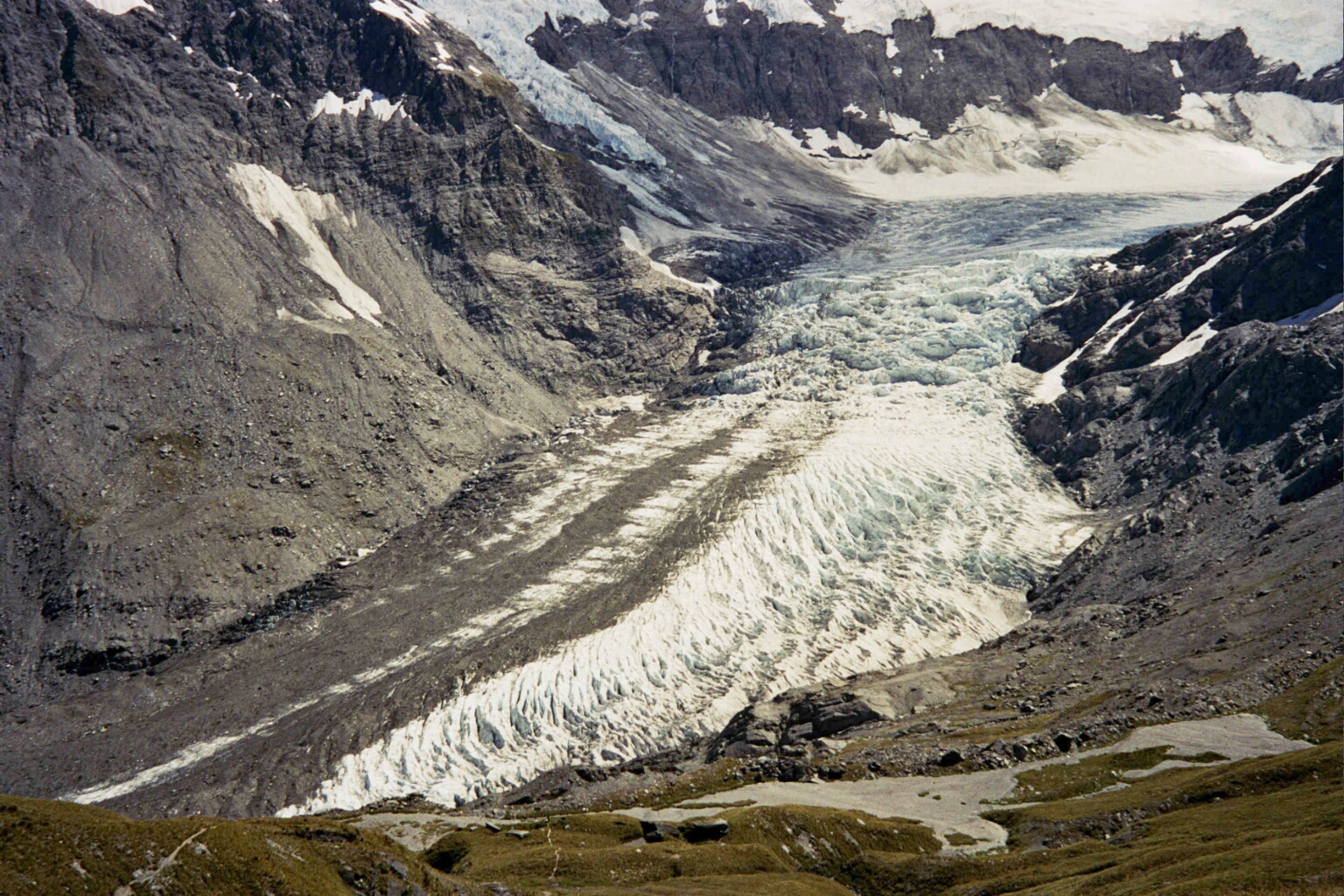
Glaciar Dart (nacimiento del río Dart)

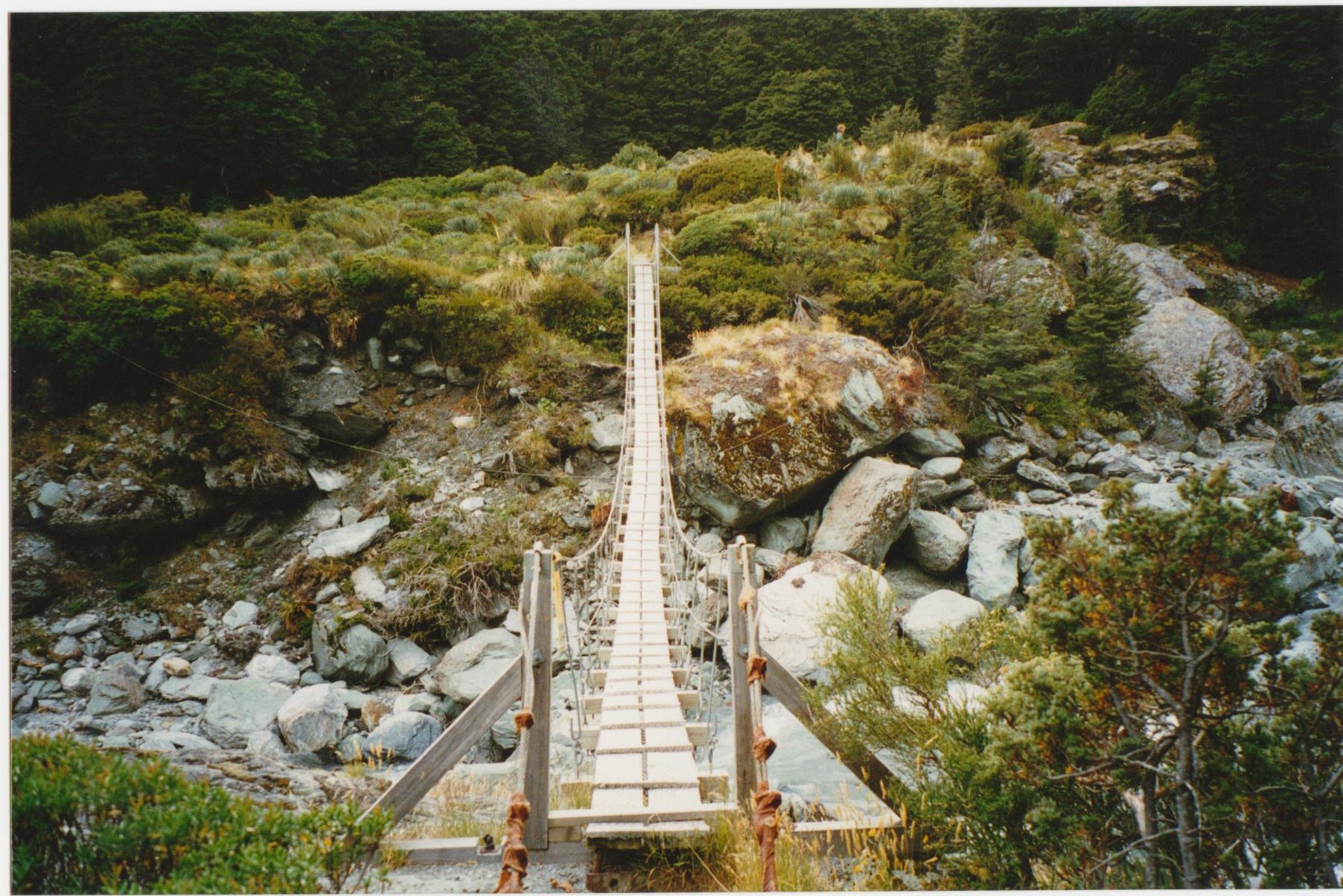
Puente colgante sobre el curso superior del río Dart en Otago (Nueva Zelanda)

El río Dart, como muchas otras zonas de Glenorchy y Queenstown y sus alrededores, fue escenario de muchas escenas rodadas para la trilogía cinematográfica de El Señor de los Anillos. Algunos ejemplos son Isengard, rodada en Dan's Paddock, y Lothlórien, en los bosques situados un poco más al norte. El único puente de carretera que cruza el río, a 16 kilómetros al norte de Glenorchy y de camino al inicio de la ruta Routeburn Track, se utilizó como puente epónimo en la serie de televisión de 2020 One Lane Bridge.
El valle superior fue escenario de uno de los peores accidentes de avioneta de Nueva Zelanda en 1989, cuando un Britten-Norman Islander de Aspiring Air se estrelló, matando a las diez personas que iban a bordo.

## Nombre
El río se conoció por primera vez con el nombre maorí de Te Awa Whakatipu, cuya traducción literal es "el río". El nombre Whakatipu se comparte con varios accidentes geográficos cercanos, como el lago Wakatipu y Whakatipu Kā Tuka (el río Hollyford), aunque este nombre es un término arcaico y su significado original ya no se conoce. En la década de 1860, el corredor William Gilbert Rees bautizó el río como Dart, por su caudal rápido.
En 1998, el río se convirtió en uno de los cerca de 90 accidentes geográficos a los que se dio un doble nombre oficial como parte de la Ley de Resolución de Reclamaciones Ngāi Tahu de 1998, un acuerdo del Tratado de Waitangi entre Ngāi Tahu y la Corona. Este nombre dual combinaba el nombre del río Dart con el nombre maorí, en reconocimiento del significado de ambos nombres.
Puente colgante sobre el curso superior del río Dart en Otago (Nueva Zelanda)